# Abraham Darby
Abraham Darby I (Wrens Nest, in de buurt van Woodsetton, Sedgley, Staffordshire, 14 april 1678 - Madeley Court, Shropshire, 8 maart  1717) was de eerste en meest bekende van drie generaties met deze naam in een Engelse Quaker-familie. Deze familie heeft een belangrijke rol in de industriële revolutie gespeeld. 
Abraham Darby ontwikkelde een methode voor de productie van ruwijzer in een hoogoven, waarbij de tot dan toe gebruikelijke brandstof, houtskool werd vervangen door de in Engeland ruim voorhanden zijnde cokes. Dit was een belangrijke stap voorwaarts in de productie van ijzer als grondstof voor de industriële revolutie.